# Sandy Jeannin
Sandy Jeannin (* 28. Februar 1976 in Les Bayards) ist ein ehemaliger Schweizer Eishockeyspieler, der über viele Jahre für Fribourg-Gottéron, den HC Lugano und den HC Davos in der National League A auf der Position des linken Flügelstürmers aktiv war.

## Karriere
Von 1993 bis 1995 spielte Jeannin für den HC La Chaux-de-Fonds in der Nationalliga B, mit dem er 1995 NLB-Meister wurde. Anschliessend spielte er zwei Jahre für den Zürcher SC und drei für den HC Davos, ehe der Angreifer im Sommer 2000 zum HC Lugano wechselte, mit dem er in den Jahren 2003 und 2006 jeweils Schweizer Meister wurde und in den Jahren 2003 und 2004 jeweils den dritten Platz im IIHF Continental Cup erreichte. Vor der Saison 2007/08 wurde Jeannin von Fribourg-Gottéron verpflichtet. Im September 2011 wurde bekannt, dass Jeannin seinen im Mai 2012 auslaufenden Vertrag vorzeitig um drei weitere Jahre verlängert hat.
Im März 2015 beendete er seine Karriere endgültig, nachdem er lange mit den Folgen einer Kopferschütterung zu kämpfen hatte und sein letztes Eishockeyspiel im Januar 2014 bestritten hatte.
Seit 2015 ist er als Nachwuchstrainer beim HC La Chaux-de-Fonds engagiert.

### International
Für die Schweiz nahm Jeannin an der U20-Junioren-B-Weltmeisterschaft 1995, der U20-Junioren-Weltmeisterschaft 1996, der B-Weltmeisterschaft 1996, so wie den A-Weltmeisterschaften 1996, 1998, 1999 und 2001 bis 2009 teil. Zudem stand er im Aufgebot der Schweiz bei den Olympischen Winterspielen 2002 in Salt Lake City und 2006 in Turin. Insgesamt absolvierte er 236 Länderspiele für die Schweiz, in denen er 34 Tore und 48 Assists erzielte. Ausserdem erhielt er 135 Strafminuten.

## Erfolge und Auszeichnungen
- 1995 Meister der Nationalliga B mit dem HC La Chaux-de-Fonds
- 2003 Schweizer Meister mit dem HC Lugano
- 2003 3. Platz beim IIHF Continental Cup mit dem HC Lugano
- 2004 3. Platz beim IIHF Continental Cup mit dem HC Lugano
- 2006 Schweizer Meister mit dem HC Lugano

## Karrierestatistik
(Legende zur Spielerstatistik: Sp oder GP = absolvierte Spiele; T oder G = erzielte Tore; V oder A = erzielte Assists; Pkt oder Pts = erzielte Scorerpunkte; SM oder PIM = erhaltene Strafminuten; +/− = Plus/Minus-Bilanz; PP = erzielte Überzahltore; SH = erzielte Unterzahltore; GW = erzielte Siegtore; 1 Play-downs/Relegation; Kursiv: Statistik nicht vollständig)